# Звонимир
Звонимир је мушко словенско име, које се користи у Србији и Хрватској. Кованица је речи „звонити“ (али у старом значењу „звати“) и „мир“.

## Историјат
Према неким тумачењима први познати Звонимир је био српски војвода Светимир из 7. века, кога је црква познавала као Звонимира. Ипак, као први Звонимир се наводи хрватски краљ из 1076. године.